# Euclidia configurata
Euclidia configurata là một loài bướm đêm trong họ Erebidae.